# دانييلا ماك
دانييلا ماك (بالإسبانية: Daniela Mack)‏ هي مغنية أرجنتينية، ولدت في 6 أبريل 1982.